# 桃園交流道
桃園交流道位於臺灣桃園市蘆竹區南崁（南崁里、南榮里、南興里交接處），為臺灣國道一號的交流道，指標為49.1公里處，與中壢交流道、楊梅交流道同為桃園都會區的主要聯外交流道。
由於交流道出口位於南崁地區，因此有南崁交流道的別稱，但主要車流來自桃園區，交流道旁亦有部分地區屬於龜山區，因來往車流量極大而被列為交通事故易觸發路段。
|       | 南 下    | 49 桃園   | 蘆竹      | 蘆竹      |
|       | 南 下    | 49 桃園   | 桃園 南崁 |           |
| 北 上 | 49A 桃園 | 南崁 桃園 |           |           |
| 北 上 | 49B 桃園 |           | 蘆竹 桃園 | 蘆竹 桃園 |

## 銜接道路

### 新南路、春日路匝道
- 新南路－民生北路－春日路（ 台4線）－經國路
  - 往南崁、桃園

### 中正北路匝道
因五股至楊梅段拓寬工程計畫而於中正北路增設集散道路，南下出口及北上入口已於2013年11月27日通車。
- 中正北路
  - 往蘆竹、南崁工業區

### 蘆興南路匝道
因中正北路匝道通車後被譏為「半套」匝道而於蘆興南路增設「全套」匝道，已於2022年1月25日通車。
- 桃17線（蘆興南路）
  - 往蘆竹、桃園、南崁工業區

## 後續計畫
因桃園交流道往來的車流量極大，經常發生汽、機車爭道的狀況，未來將增設機車專用車道與要上高速公路的汽車作分流。

## 外部連結
- 國道一號桃園交流道示意圖 （页面存档备份，存于）（交通部高速公路局）